# Luis Marcoleta
Luis Antonio Marcoleta Yáñez (* 2. Februar 1959 in Antofagasta) ist ein ehemaliger chilenischer Fußballspieler und -trainer. Der Stürmer wurde als Spieler mit América de Cali 1983 kolumbianischer Meister.

## Karriere

### Verein
Luis Marcoleta begann seine Karriere 1977 bei Deportes Antofagasta. 1981 wechselte er zum CD Magallanes und wurde in seiner ersten wie auch seiner zweiten Saison der Spieler mit den meisten Ligatoren. Im Jahr 1983 spielte Marcoleta für den kolumbianischen Klub América de Cali, der von Miguel Rodríguez Orejuela aus dem Cali-Kartell unterstützt wurde und so zu einem Topverein des Landes wurde. Mit América de Cali wurde Marcoleta 1983 kolumbianischer Meister. 1984 kehrte der Chilene in sein Heimatland zurück und spielte für Audax Italiano sowie weitere Klubs der ersten und zweiten Liga des Landes. Bei Deportes Valdivia wurde er zum Rekordtorschützen des Klubs. In der Saison 1990 wurde Marcoleta Torschützenkönig der Primera B. 1991 gelang ihm mit dem CD Huachipato der Aufstieg in die Primera División. 1992 beendete Marcoleta bei Valdivia seine Karriere.

### Trainer
Nach seiner aktiven Karriere wurde Luis Marcoleta Trainer. Ab 1994 trainierte er verschiedene Klubs in Chiles unterschiedlichen Spielklassen. Dabei avancierte der frühere Torjäger zu einem Spezialisten für Aufstiege. Insgesamt sieben Mal stieg Marcoleta in die höhere Spielklasse auf. 2008 gelang ihm der Aufstieg als Meister mit Curicó Unido in die Primera División. Gegen Curicó hatte Marcoleta noch bei seiner vorherigen Trainerstation in der Tercera Dvisión Ñublense debütiert und gewonnen. Mit San Marcos de Arica gelang dem Trainer sogar zweimal der Aufstieg. Er wurde dann vom Erstligisten Everton verpflichtet, wo er allerdings aufgrund schlechter Resultate nach kurzer Zeit wieder entlassen wurde. Zurück bei Curicó gelang ihm die erneute Zweitligameisterschaft 2016/17 inklusive Aufstieg.

## Erfolge

### Spieler
América de Cali
- Kolumbianischer Meister: 1983

### Trainer
Deportes Naval
- Tercera División: 1999

Deportivo Ñublense
- Tercera División: 2004

Curicó Unido
- Primera B: 2008, 2016/17

San Marcos de Arica
- Primera B: 2012, 2013/14

## Auszeichnungen
- Torschützenkönig der Primera B: 1990